# Ernst Söderstrand
Ernst Söderstrand, född 3 mars 1834 i Åbo, död 29 juni 1869 i Åbo, var en finländsk målare.
Han var son till målaråldermannen Carl Gustaf Söderstrand. Han fick sin grundläggande utbildning vid faderns ritskola i Åbo där han uppmärksammades av Robert Wilhelm Ekman som gav honom ytterligare vägledning han fortsatte därefter sina studier för dekorationsmålaren Emil Roberg i Stockholm och vid Konstakademien 1857 och 1859. Efter att Roberg avlidit 1859 arbetade han en period vid Kungliga teaterns dekorationsateljé där han tillsammans med Robergs efterträdare Fritz Ahlgrensson utförde dekorationer till operan Gustaf Wasa. Han hemkallades av sin far till Åbo där han biträdde Ekman med en freskmålning i Åbo domkyrkas högkor. Efter faderns död 1862 övertog han dennes måleriverkstad samt lärartjänsterna vid Åbo ritskola och Åbo realskola. Söderstrand var under de sista levnadsåren sjuklig och hans produktion är inte så stor han har efterlämnat några oljemålningar och akvareller samt teaterdekorationer och ornaments målningar.